# Ježov nad Želivkou
Ježov (deutsch Jeschow)  ist eine Gemeinde in Tschechien. Sie liegt 20 Kilometer nördlich von Pelhřimov und gehört zum Okres Pelhřimov.

## Geographie
Ježov befindet sich linksseitig des mit der Trinkwassertalsperre Švihov geflutete Želivkatals auf einem Höhenzug in der Böhmisch-Mährischen Höhe. Nördlich liegt das Tal des Blažejovický potok, über dessen Mündung in den Stausee sich die Reste der Burg Zahrádka befinden. Das Dorf ist nur über die Straße von Hořice erreichbar. Südlich verläuft die Trasse der Autobahn D 1, die bei Píšť den Stausee quert.
Nachbarorte sind Snět im Norden, Zahrádka im Nordosten, Podivice im Osten, Mešnik und Hojanovice im Südosten, Vojslavice im Süden, Vranice im Südwesten sowie Blažejovice im Nordwesten.

## Geschichte
Die erste urkundliche Erwähnung des Ortes erfolgte im Jahre 1352.
Im Juni 1972 begann der Bau der Autobahnbrücke Píšť. Ab 1974 erfolgte die Flutung des Tals der Želivka durch die Talsperre Švihov, dabei wurde der Flecken Zahrádka aufgelöst und zu großen Teilen überflutet.

## Gemeindegliederung
Für die Gemeinde Ježov sind keine Ortsteile ausgewiesen.

## Sehenswürdigkeiten
- Kirche der Hl. Lucia
- hölzerner Glockenturm